# Uganda en los Juegos Olímpicos de París 2024
Uganda estuvo representada los Juegos Olímpicos de París 2024 por un total de 24 deportistas que compitieron en 4 deportes. Responsable del equipo olímpico es el Comité Olímpico de Uganda, así como las federaciones deportivas nacionales de cada deporte con participación.
Los portadores de la bandera en la ceremonia de apertura fueron el ciclista Charles Kagimu y la nadadora Gloria Muzito.

## Medallistas
El equipo olímpico de Uganda obtuvo las siguientes medallas:
| Nombre           | Deporte   | Competición         |
| ---------------- | --------- | ------------------- |
| Oro              |           |                     |
| Joshua Cheptegei | Atletismo | 10 000 m M          |
| Plata            |           |                     |
| Peruth Chemutai  | Atletismo | 3000 m obstáculos F |
| Bronce           |           |                     |
| —                |           |                     |